# Тарнувский повет
Тарнувский повет (пол. Powiat tarnowski) — повет (район) в Польше, входит как административная единица в Малопольское воеводство. Центр повета — город Тарнув (в состав повета не входит). Занимает площадь 1413,44 км². Население — 192 998 человек (на 2005 год).
Состав повята:
- города: Ченжковице, Рыглице, Тухув, Войнич, Закличин, Жабно, Радлув
- городско-сельские гмины: Гмина Ченжковице, Гмина Рыглице, Гмина Тухув, Гмина Войнич, Гмина Закличин, Гмина Жабно, Гмина Радлув
- сельские гмины: Гмина Громник, Гмина Лися-Гура, Гмина Плесьна, Гмина Жепенник-Стшижевски, Гмина Скшишув, Гмина Шежины, Гмина Тарнув, Гмина Вежхославице, Гмина Ветшиховице

## Демография
Население повета дано на 2005 год.
| Перепись            | Всего   | Всего | Женщины | Женщины | Мужчины | Мужчины |
| ------------------- | ------- | ----- | ------- | ------- | ------- | ------- |
|                     | чел.    | %     | чел.    | %       | чел.    | %       |
| Всего               | 192 998 | 100   | 97 424  | 50,5    | 95 574  | 49,5    |
| Городское население | 15 965  | 100   | 8151    | 51,1    | 7814    | 48,9    |
| Сельское население  | 177 033 | 100   | 89 273  | 50,4    | 87 760  | 49,6    |